# Nádi boglárka
A nádi boglárka (Ranunculus lingua) a boglárkavirágúak (Ranunculales) rendjébe, ezen belül a boglárkafélék (Ranunculaceae) családjába tartozó faj.
Eurázsiában őshonos, a nedves élőhelyeket kedvelő ritka növény. A természetes nedves élőhelyek fogyatkozása és eltűnése miatt a nádi boglárka is veszélybe került, Magyarországon védett faj.

## Előfordulása
Eurázsiai faj (Európa, Kazahsztán, Szibéria, Észak-Kína). Elsősorban a sík- és dombvidéki területeken él. Magyarországon a Dráva mentén, Balatonnál, Kisalföldön, Duna-Tisza közén és Észak-Alföldön található meg. Ritka.
Nedves, vízzel borított, tápanyagban gazdag élőhelyeken él: nádasok, magassásosok, fűzlápok, mocsarak, folyó-, árok- és tópartok.

## Megjelenése
A nádi boglárka évelő lágyszárú növény, 60–120 cm magas, vastag (10 mm átmérőjű) felálló szára van, ami hengeres és üreges. A szár a föld alatt rizómában folytatódik, tarackoló, a gyökerek a rizómából erednek. A szára alig vagy csak gyengén elágazó, csupasz vagy gyengén szőrözött.
A levelek ülők, szórtan helyezkednek el a száron. A levéllemez tagolatlan, a levelek hosszúkás lándzsa alakúak, ép vagy nagyon gyengén fogacskás szélűek, 10–20 cm hosszúak,1–2 cm szélesek.
Májustól augusztusig virágzik. A virágok tipikus élénksárga boglárka virágok, melyek 3–13 cm hosszú kocsányokon ülnek, a szirmok 15–20 mm hosszúak. A száron ernyős virágzatban 3-4, legfeljebb 5 virág ül. A virágok egylakiak, sugárszimmetrikusak. A többi boglárkaféléhez hasonlóan sok termője és sok porzója van, a portokok hosszúkásak.
A termőkből sok terméske alakul ki, melyek 2–3 mm hosszúak és 1,5-1,8 mm ármérőjűek, a terméske végén egy rövid csőr is kialakul.
Az eddigi vizsgálatok alapján a faj erősen polyploid, kromoszómakészlete: 2n=112 vagy 128.

## Életmódja
Nedves, vizes élőhelyeken élő faj. A szár üregessége a növény oxigén ellátását segíti amikor víz borítja az élőhelyét. A virágok rovarbeporzásúak (legyek, bogarak). A terméseket a víz képes terjeszteni. Ivartalanul is képes szaporodni a rhizomák segítségével.

## Hasonló fajok
Békaboglárka (Ranunculus flammula) - Ennek a boglárka fajnak is tagolatlan levelei vannak, de kisebb termetű és a szára inkább fekvő, illetve a leveleknek hosszabb levélnyelve van.

## Képek

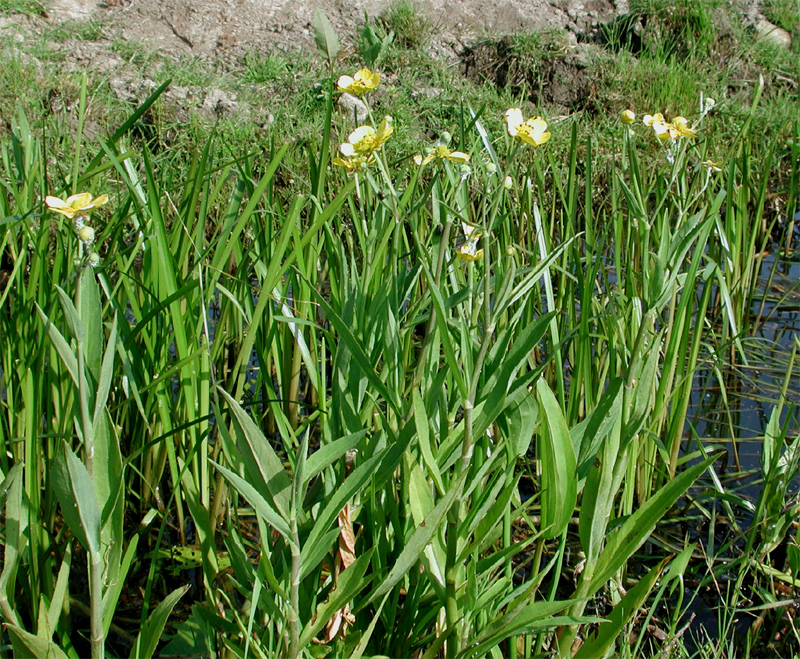
Élőhelyi habitus kép
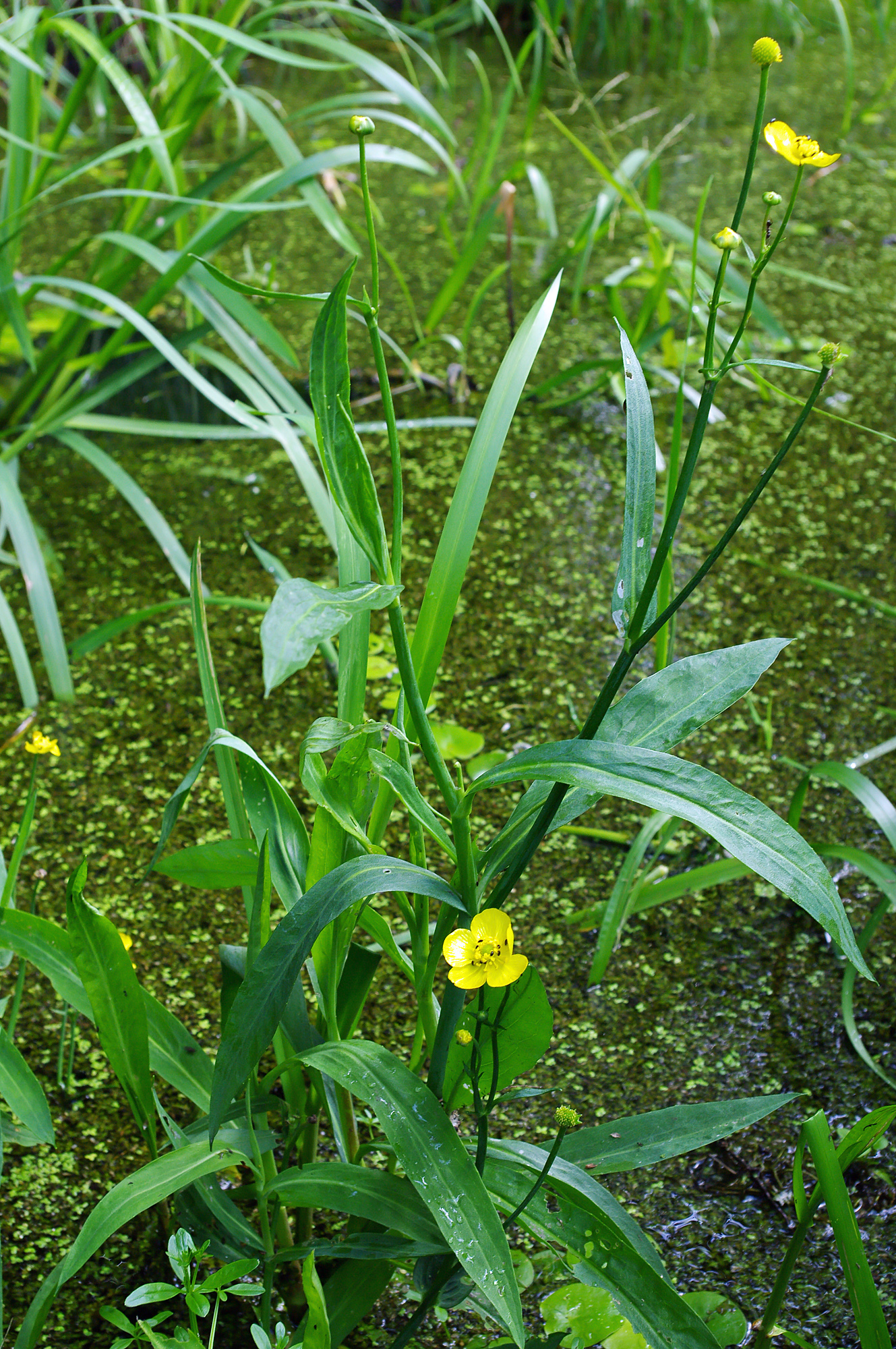

## Fordítás
- Ez a szócikk részben vagy egészben  a   Zungen-Hahnenfuß című német Wikipédia-szócikk ezen változatának fordításán alapul.  Az eredeti cikk szerkesztőit annak laptörténete sorolja fel. Ez a jelzés csupán a megfogalmazás eredetét és a szerzői jogokat jelzi, nem szolgál a cikkben szereplő információk forrásmegjelöléseként.